# Фриґново
Фриґново (пол. Frygnowo, нім. Frögenau) — село в Польщі, у гміні Ґрунвальд Острудського повіту Вармінсько-Мазурського воєводства.
Населення — 342 особи (2011).

## Демографія
Демографічна структура станом на 31 березня 2011 року:
|          | Загалом | Допрацездатний вік | Працездатний вік | Постпрацездатний вік |
| -------- | ------- | ------------------ | ---------------- | -------------------- |
| Чоловіки | 170     | 40                 | 117              | 13                   |
| Жінки    | 172     | 45                 | 98               | 29                   |
| Разом    | 342     | 85                 | 215              | 42                   |